# Монтеррей, Гаспар де Суньига
Гаспар де Суньига Асеведо-и-Веласко, 5-й граф Монтеррей (исп. Gaspar de Zúñiga Acevedo y Velasco, quinto conde de Monterrey; 1560, Монтеррей, Испания — 16 марта, 1606, Лима, Перу) — испанский сановник из рода Суньига. Вице-король Новой Испании с 1595 по 1603 год, вице-король Перу с 1604 по 1606 год.

## Ранняя карьера
Гаспар де Суньига родился в Испании, он был старшим сыном 4-го графа Монтеррей. Образование Суньига получал под руководством иезуитских священников. Его родная сестра была матерью всемогущего впоследствии графа-герцога Оливареса, который взял в жёны дочь Гаспара де Суньига.
В 1578 году поступил на службу ко двору короля Филиппа II, впоследствии он участвовал в португальской компании, командуя галисийской милицией, жалование которой он оплачивал из собственных средств. Он также принимал участие в обороне порта Ла-Корунья, когда на него напал английский корсар Фрэнсис Дрэйк в 1589 году.

### Новая Испания
28 мая 1595 года Гаспар де Суньига был назначен на пост вице-короля Новой Испании, в середине сентября он прибыл в колонию, в порт Веракрус. 5 ноября 1595 года он торжественно въехал в Мехико и встал во главе колониального правительства.
Находясь на посту вице-короля, он принял меры к повышению налогов, наложенных на индейцев, но в то же время уделял значительное личное внимание индейцам с целью не допустить их излишней эксплуатации.
20 сентября 1596 года Диего де Монтемайор основал город Монтеррей, получивший название в честь вице-короля.
В 1597 году пираты напали на город Сан-Франсиско-де-Кампече, заняли центр город и подвергли жителей настоящему террору. Вице-король увеличил защиту прибрежных городов, также он перенёс город Веракрус на его нынешнее, более безопасное местоположение.
В 1601 году подняли восстание индейцы, благодаря влиянию архиепископа Гвадалахары восстание было достаточно быстро подавлено.

## Исследования
Во время своего правления в колонии Гаспар де Суньига организовал ряд важных исследовательских экспедиций.
Одна из первых экспедиций была послана под командованием Хуана де Оньяте на север Новой Испании в земли, называемые тогда Новое Королевство Леона и Кастилии (в настоящее время Нью-Мексико). В этой экспедиции Оньяте основал ряд новых городов, многие из которых существуют и в наше время, например, Санта-Фе. В этой экспедиции испанцы надеялись также найти два города Сибола и Кивира из легендарных Семи золотых городов.
Вице-король послал также две экспедиции для исследования Тихоокеанского побережья Новой Испании. В 1596 году из Акапулько отплыли три корабля под командованием Себастьяна Вискаино, в этой экспедиции в Калифорнии был основан город Ла-Пас.
5 мая 1602 года была послана с той же самой целью по исследованию Тихоокеанского побережья вторая экспедиция Вискаино, эта экспедиция стала более плодотворна. Был основан город Энсенада, исследован залив Сан-Диего, а также дано название острову Санта-Каталина. Вскоре исследователи достигли Верхней Калифорнии, где ими был обнаружен залив, названный в честь вице-короля Монтерей.
19 мая 1603 года Гаспар де Суньига был назначен вице-королём Перу, в Новой Испании он оставался до сентября, ожидая прибытия преемника. Де Суньига встретил нового вице-короля Хуана де Мендоса и Луна в Орисабе на полпути между Веракрус и Мехико. В Орисабе де Суньига устроил недельные празднества для встречи нового вице-короля, на которые было потрачено средства, превышающие годовое жалованье вице-короля.
Новый вице-король принял власть в октябре 1603 года и в этом же месяце Гаспар де Суньига отплыл из Акапулько в Лиму.

## Перу
Частные дела задержали Гаспара де Суньига в Панаме, а затем в Паите, в Лиму новый вице-король прибыл только 28 ноября 1604 года. На этом посту им была подготовлена исследовательская экспедиция в Южные моря, отправленная 21 декабря 1605 года. О каких-то особенных делах Суньиги в этой должности ничего не известно, он скончался 16 марта 1606 года, не успев начать какие-либо реформы.